# 東京都立稲城高等学校
東京都立稲城高等学校（とうきょうとりついなぎこうとうがっこう）は、東京都稲城市にかつて存在した都立高等学校である。1977年(昭和52年)4月1日に開校し、2004年(平成16年)3月に閉校した。東京都立南野高等学校と統合して、2005年(平成17年)4月に東京都立若葉総合高等学校として再出発した。都立稲城高等学校の校舎と敷地は都立若葉総合高等学校に引き継がれて活用されている。

## 沿革

### 開校まで
1974年(昭和49年)12月、稲城市内の建設用地の買収が決定。1976年(昭和51年)7月に建築開始。同年11月に東京都立狛江高等学校の校内に開設事務所が設置された。
1976年(昭和51年)12月に都条例によって正式に設立が許可される。1977年(昭和52年)2月25日に第1回入学選抜学力検査が実施され、3月5日に合格発表。

### 開校から閉校まで
1977年(昭和52年)4月1日に開校。4月12日に第1回入学式が虎ノ門ホールで行われた。
1978年(昭和53年)4月、第二期工事が終わり、体育館、プール、格技場が完成した。同年10月にグランド、テニスコートが完成した。
1985年(昭和60年)4月、制服のモデルチェンジが実施される。
創立20周年記念誌においては1980年代後半を「本校に対する誤解や偏見もあり、本校志願者は少なく入学試験では定員割れのため二次募集せざるを得ない年が続き、『苦しい』時代であった」と回顧している。
1991年(平成3年)4月、コンピュータ教室が完成し、使用開始した。
1998年(平成11年)に、都立高校改革推進計画第二次実施計画案が発表された。このなかでそれを受けて稲城地区総合学科高校基本計画検討委員会が設置された。1999年(平成12年)に検討員会報告が答申され、そのなかで「都立南野高等学校と稲城高等学校とを発展的に統合し、特色ある総合高校として設置する」基本計画案が示された。
2004年(平成16年)3月、第25回卒業式および閉校式が開催された。

## 総合高校化への道程
1994年、当時の文部省の高等学校設置基準が改定され、選択履修により普通教育と専門教育の両方を実施できる総合学科の設置が可能となった。このとき、東京都立の高等学校の校長が一同に集められた会議で「稲城市向陽台に総合学科の新しい都立高校をつくるので、これに参加する都立高校を求める」という呼びかけが東京都教育庁からなされた。また同じ頃に、稲城高校のあった坂浜地区では区画整理事業が公表され、グランドを分断するように道路が通る計画となっていた。このため、当時の稲城高校校長以下、勉強会を開き、新しい都立高校への参加を学校の方針として決定した。しかし、「総合学科高校を開設するためには、２校以上の既設の都立高校の統合が必要」とされ、稲城高校以外に参加を申し出る高校がなかった。このため、総合高校への統合計画は一旦は白紙に戻った。
1997年、東京都教育委員会から「都立高校改革推進計画」が発表された。

## 校章
稲城市の市の木であった「いちょう」と市の花であった「梨の花」を素材とした。3枚のいちょうの葉が円を描くように並び、その中心に梨の花が置かれている。3枚のいちょうの葉は「知育・徳育・体育」を表すとも「学校・家庭・地域」を表すともいわれ、この3つが結実して人間形成という実を結ぶ花が咲くという意味が込められている。

## 入学者数と卒業者数の推移
以下に稲城高等学校開校から閉校までの入学者数と卒業者数の推移を示す。
| 期     | 入学年             | 入学者数 | うち男子 | うち女子 | 卒業者数 | うち男子 | うち女子 |
| ------ | ------------------ | -------- | -------- | -------- | -------- | -------- | -------- |
| 第1期  | 1977年（昭和52年） | 419      | 192      | 227      | 389      | 171      | 218      |
| 第2期  | 1978年（昭和53年） | 391      | 182      | 209      | 396      | 181      | 215      |
| 第3期  | 1979年（昭和54年） | 404      | 195      | 209      | 384      | 180      | 204      |
| 第4期  | 1980年（昭和55年） | 461      | 226      | 235      | 450      | 218      | 232      |
| 第5期  | 1981年（昭和56年） | 370      | 155      | 215      | 355      | 150      | 205      |
| 第6期  | 1982年（昭和57年） | 403      | 201      | 202      | 368      | 174      | 194      |
| 第7期  | 1983年（昭和58年） | 472      | 237      | 235      | 406      | 203      | 203      |
| 第8期  | 1984年（昭和59年） | 414      | 209      | 205      | 379      | 171      | 208      |
| 第9期  | 1985年（昭和60年） | 424      | 213      | 211      | 372      | 186      | 186      |
| 第10期 | 1986年（昭和61年） | 418      | 209      | 209      | 396      | 200      | 196      |
| 第11期 | 1987年（昭和62年） | 412      | 204      | 208      | 364      | 172      | 192      |
| 第12期 | 1988年（昭和63年） | 417      | 209      | 208      | 336      | 157      | 179      |
| 第13期 | 1989年（平成元年） | 407      | 208      | 199      | 336      | 166      | 170      |
| 第14期 | 1990年（平成2年）  | 358      | 185      | 173      | 315      | 160      | 155      |
| 第15期 | 1991年（平成3年）  | 354      | 181      | 171      | 285      | 141      | 144      |
| 第16期 | 1992年（平成4年）  | 313      | 165      | 148      | 248      | 139      | 109      |
| 第17期 | 1993年（平成5年）  | 325      | 166      | 159      | 287      | 145      | 142      |
| 第18期 | 1994年（平成6年）  | 288      | 153      | 135      | 218      | 115      | 103      |
| 第19期 | 1995年（平成7年）  | 281      | 151      | 130      | 228      | 129      | 99       |
| 第20期 | 1996年（平成8年）  | 240      | 134      | 106      | 189      | 103      | 86       |
| 第21期 | 1997年（平成9年）  | 239      | 132      | 107      | 200      | 116      | 84       |
| 第22期 | 1998年（平成10年） | 237      | 135      | 102      | 164      | 89       | 75       |
| 第23期 | 1999年（平成11年） | 236      | 136      | 100      | 163      | 99       | 74       |
| 第24期 | 2000年（平成12年） | 247      | 125      | 122      | 179      | 94       | 85       |
| 第25期 | 2001年（平成13年） | 120      | 61       | 59       | 103      | 54       | 49       |

## 行事

### 稲歩会
開校した1977年より、毎年11月に行われていた強歩大会である。山梨県立甲府第一高等学校で伝統となっていた夜間100km競歩を参考に企画された。第1回は稲城高等学校キャンパスをスタート地点として津久井湖をゴールとして約28kmのコースで実施された。第2回から第15回までは稲城高等学校キャンパスをスタート地点として相模湖をゴールとして約40kmのコースで実施された。女子については、第2回が学校から津久井湖、第3回が多摩センターから相模湖の男子に比べて短いコースで実施された。
1992年の第16回からは、男女共に八王子市の東京都高尾自然科学博物館をスタート地点として、稲城高等学校キャンパスをゴールする約30kmのコースに変更となった。

### 白梨祭
全学年がそろった1979年度(昭和54年度)に第1回の文化祭が「稲高祭」として開催された。「白梨祭」と呼ばれるようになったのは1980年度からである。1981年度からは体育祭も秋に実施されるようになり「白梨祭」と名前がつけられた。

### 公開講座
生徒の父母や地域住民を対象とした公開講座が1991年度から行われていた。開催された講座は「稲城の自然観察教室」「陶芸教室」「コンピュータ入門講座」などである。

## 主な関係者
- 天宮良 - 1978年、稲城高等学校入学。[要出典]
- 米村でんじろう - 都立高校教諭となって最初に赴任したのが稲城高等学校であった。1985年度(昭和60年度)から1992年度(平成4年度)まで勤務した[20]。この学校で学習意欲の低い生徒に対して理科実験を行うことで興味を持たせようとしたことが[9]、サイエンスプロデューサーとしての原点となった[注釈 7]。